# Hofanlage Hörnestraße 1

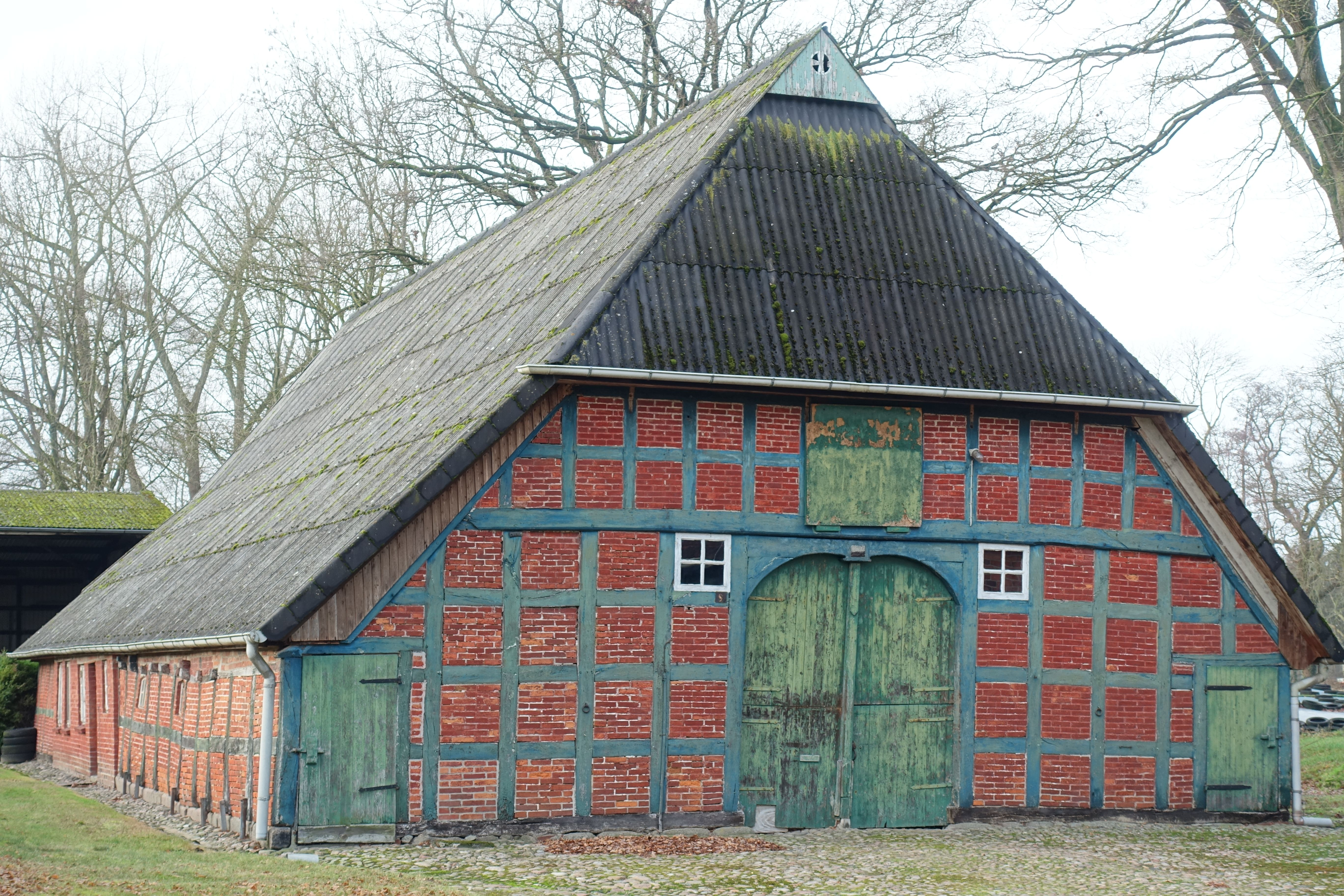
Wohn- und Wirtschaftsgebäude, Süd- und Ostfassade (2023)

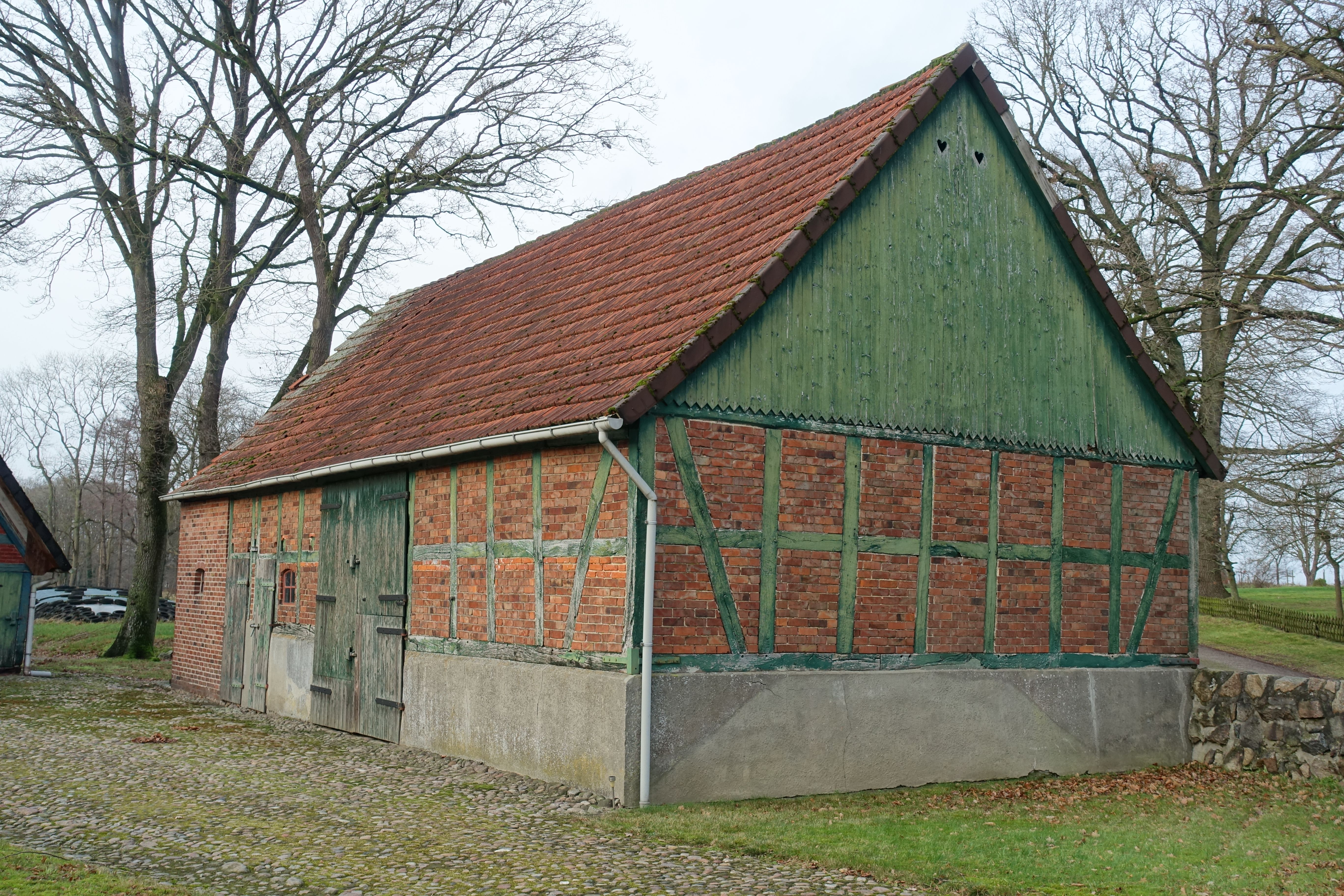
Scheune, Süd- und Ostfassade (2023)

Die Hofanlage Hörnestraße 1 in der niedersächsischen Gemeinde Beverstedt, im Ortsteil Frelsdorf, im Landkreis Cuxhaven, stammt aus der ersten Hälfte des 19. Jahrhunderts. Aktuell (2024) wird sie wohl landwirtschaftlich genutzt.
Die Gebäude stehen unter Denkmalschutz (siehe auch Liste der Baudenkmale in Beverstedt).

## Beschreibung
Die kleine Hofanlage besteht aus:
- dem eingeschossigen giebelständigen Wohn- und Wirtschaftsgebäude von 1833 (Inschrift) als Zweiständer-Hallenhaus in gleichmäßigem Fachwerk mit Steinausfachungen, mit reetgedecktem Krüppelwalmdach als Niedersachsengiebel mit Uhlenloch und Grooter Door mit Korbbogen,[2]
- der giebelständigen Scheune aus der zweiten Hälfte des 19. Jahrhunderts in Backstein auf Sockel mit pfannengedecktem Satteldach, Querdurchfahrt und nach Westen ohne Sockel verlängert sowie verbrettertem Giebeldreieck,[3]
- sowie weiteren nicht denkmalgeschützten Anlagen.

Das Landesdenkmalamt befand u. a.: „aus geschichtlichen und städtebaulichen Gründen wegen des ortsgeschichtlichen, gebäudetypischen und ortsbildprägenden Zeugniswerts“.